# Nikaragua na Letnich Igrzyskach Olimpijskich 2024
Nikaragua na Letnich Igrzyskach Olimpijskich 2024 – występ kadry sportowców reprezentujących Nikaraguę na igrzyskach olimpijskich, które odbyły się w Paryżu we Francji, w dniach 26 lipca – 11 sierpnia 2024.
Reprezentacja Nikaragui liczyła siedmioro zawodników – sześć kobiet i mężczyznę, którzy wystąpili w 6 dyscyplinach.
Był to czternasty start Nikaragui na letnich igrzyskach olimpijskich.

## Reprezentanci

### Judo
| Zawodnik        | Konkurencja | 1/16                    | 1/8              | Ćwierćfinał      | Półfinał         | Repasaże         | Finał / 3. miejsce | Finał / 3. miejsce | Źródła |
| Zawodnik        | Konkurencja | Przeciwnik Wynik        | Przeciwnik Wynik | Przeciwnik Wynik | Przeciwnik Wynik | Przeciwnik Wynik | Przeciwnik Wynik   | Pozycja            | Źródła |
| --------------- | ----------- | ----------------------- | ---------------- | ---------------- | ---------------- | ---------------- | ------------------ | ------------------ | ------ |
| Izayana Marenco | +78 kg (k)  | Portuondo-Isasi W 10-00 | Souza P 00-10    | NQ               | NQ               | NQ               | NQ                 | NQ                 | [ 1 ]  |

### Lekkoatletyka
| Zawodnik      | Konkurencja       | Runda 1 | Runda 1 | Runda 2 | Runda 2 | Półfinał | Półfinał | Finał | Finał   | Źródło |
| Zawodnik      | Konkurencja       | Wynik   | Miejsce | Wynik   | Miejsce | Wynik    | Miejsce  | Wynik | Miejsce | Źródło |
| ------------- | ----------------- | ------- | ------- | ------- | ------- | -------- | -------- | ----- | ------- | ------ |
| María Carmona | bieg na 100 m (k) | 11.88   | 11.     | 12.00   | 67.     | NQ       | NQ       | NQ    | NQ      | [ 2 ]  |

### Pływanie
| Zawodnik          | Konkurencja              | Eliminacje | Eliminacje | Półfinał | Półfinał | Finał | Finał | Źródło |
| Zawodnik          | Konkurencja              | Czas       | Poz.       | Czas     | Poz.     | Czas  | Poz.  | Źródło |
| ----------------- | ------------------------ | ---------- | ---------- | -------- | -------- | ----- | ----- | ------ |
| Gerald Hernández  | 200 m st. motylkowym (m) | 2:06.80    | 27.        | NQ       | NQ       | NQ    | NQ    | [ 3 ]  |
| María Schutzmeier | 100 m st. motylkowym (k) | 1:03.18    | 30.        | NQ       | NQ       | NQ    | NQ    | [ 4 ]  |

### Strzelectwo
| Zawodnik           | Konkurencja                    | Kwalifikacje | Kwalifikacje | Finał | Finał   | Źródło |
| Zawodnik           | Konkurencja                    | Wynik        | Pozycja      | Wynik | Pozycja | Źródło |
| ------------------ | ------------------------------ | ------------ | ------------ | ----- | ------- | ------ |
| Mariel López Pavón | karabin pneumatyczny, 10 m (k) | 617.5        | 41.          | NQ    | NQ      | [ 5 ]  |

### Surfing
| Zawodnik          | Konkurencja | Eliminacje | Eliminacje | Eliminacje              | 1/8 finału       | Ćwierćfinał      | Półfinał         | Finał/ 3. miejsce | Pozycja | Źródło |
| Zawodnik          | Konkurencja | Runda 1    | Runda 1    | Runda 2                 | 1/8 finału       | Ćwierćfinał      | Półfinał         | Finał/ 3. miejsce | Pozycja | Źródło |
| Zawodnik          | Konkurencja | Wynik      | Miejsce    | Przeciwnik Wynik        | Przeciwnik Wynik | Przeciwnik Wynik | Przeciwnik Wynik | Przeciwnik Wynik  | Pozycja | Źródło |
| ----------------- | ----------- | ---------- | ---------- | ----------------------- | ---------------- | ---------------- | ---------------- | ----------------- | ------- | ------ |
| Candelaria Resano | kobiety     | 9.43       | 3. R3      | Weston-Webb P 3.30–9.50 | NQ               | NQ               | NQ               | NQ                | NQ      | [ 6 ]  |

### Wioślarstwo
| Zawodnik          | Konkurencja | Eliminacje | Eliminacje | Repasaż | Repasaż | Ćwierćfinały | Ćwierćfinały | Półfinały | Półfinały | Finał | Finał   | Miejsce | Źródło |
| Zawodnik          | Konkurencja | Czas       | M.         | Czas    | M.      | Czas         | M.           | Czas      | M.        | Czas  | M.      | Miejsce | Źródło |
| ----------------- | ----------- | ---------- | ---------- | ------- | ------- | ------------ | ------------ | --------- | --------- | ----- | ------- | ------- | ------ |
| Evidelia González | jedynka (k) | 8:23.25    | 6. R       | 8:26.23 | 4. SE/F | NQ           | NQ           | 8:43.78   | 3. FE     | 6.    | 8:08.61 | 30.     | [ 7 ]  |